# Citharexyleae
Citharexyleae, biljni tribus iz porodice sporiševki (Verbenaceae). Sastoji se od 2 roda sa 80 vrsta Tipični je južnoamerički rod Citharexylum sa 78 vrsta drveća i grmova. Rod Baillonia koji se vodio kao jedan od tri roda tribusa,, sinonim je za Citharexylum.

## Etimologija
Tribus nosi ime po rodu Citharexylum.

## Rodovi
1. Citharexylum B.Juss. (78 spp.)
2. Rehdera Moldenke (2 spp.)